# Двадцять пенсів (монета Великої Британії)
Двадцять пенсів (англ. Twenty pence) — розмінна монета Великої Британії, яка вперше з'явилася в обігу 9 червня 1982 року. Монети цього номіналу карбуються до сьогодні, в народі їх часто називають «twenty pee». 

## Історія

Троянда Тюдорів — геральдична емблема Англії та Гемпширу

Британська монета номіналом в 20 пенсів вперше з'явилася в обігу 9 червня 1982 року з метою заповнити прогалину між номіналами в 10 та 50 пенсів. 20 пенсів швидко отримали визнання в населення: станом на березень 2008 року в обігу налічувалося близько 2300 мільйонів монет цього номіналу.
Монета карбувалася зі сплаву, що містить 84% міді і 16% нікелю (на відміну від інших британських монет, які складалися з 75% міді, 25% нікелю), вагою 5,00 грам і має діаметр 21,4 міліметрів. Товщина складає 1,7 міліметрів. Як і монета у 50 пенсів, вона не кругла, а має форму семикутника Рело для полегшення її ідентифікації. Сторони не є прямими, але зігнуті так, що центр кривизни на протилежній вершині монети. Наприклад, монета має форму, яка не має фіксованого радіуса з будь-якої точки, але вона має фіксований діаметр, і мінімальнний розмір по її гурту. Це дозволяє використовувати монету як законний платіжний засіб в автоматах.
До сьогодні випущено чотири різних типи аверсу монет цього номіналу. На всіх типах аверсу присутній напис «ELIZABETH II DGREG.FD». Перші випуски монети 1982—1984 років містили портрет королеви Єлизавети II у тіарі «Girls of Great Britain and Ireland» художника Арнольда Мачина. У 1985—1997 роках карбувалися монети, що мистили портрет королеви у діадемі «George IV State Diadem» художника Рафаеля Маклоуфа. З 1998—2015 роках випускалася монета, що містить портрет королеви у тіарі розроблений художником Айеном Ренком-Броудлі. З червня 2015 року випускаються монети з портретом королеви, розробленим Джоді Кларком.
Існує 2 типи реверсу цієї монети. Дизайн реверсу 1982—2008 років розробив гравер Вільям Гарднер. На ньому була зображена Троянда Тюдорів. Номінал розташований під трояндою, рік і напис «TWENTY PENCE» вище троянди. 
Унікальність цієї британської монети, в тому що вона викарбувана всередину на відміну від інших монет зовнішнього карбування. Монета також відрізнялася від інших британських монет тим, що рік карбування відображається на протилежному боці від голови королеви.
Дизайн реверсу 2008 року розробив Метью Дент. У серпні 2005 року Королівський монетний двір почав проведення конкурсу на дизайн нових британських обігових монет, крім порівняно нового номіналу у 2 фунти. Переможцем став Метью Дент, в квітні 2008 року, його проекти були втілені в нових циркулюючих британських монетах, що випускаються з літа 2008 року. На монетах 1, 2, 5, 10, 20 і 50 пенсів зображені частини Королівського щита, при поєднанні всіх монет утворюється його повне зображення. Щит в повному обсязі представлений лише на монеті номіналом в 1 фунт. На монеті 20 пенсів зображена частина щита, що показує англійського та шотландського левів. Дата випуску монети була розміщена на аверсі.

## Тиражі
Портрет королеви Мачина
- 1982 ~ 740,815,000
- 1983 ~ 158,463,000
- 1984 ~ 65,350,965

Портрет королеви Маклоуфа
- 1985 ~ 74,273,699
- 1986 ~ невідомо
- 1987 ~ 137,450,000
- 1988 ~ 38,038,344
- 1989 ~ 132,013,890
- 1990 ~ 88,097,500
- 1991 ~ 35,901,250
- 1992 ~ 31,205,000
- 1993 ~ 123,123,750
- 1994 ~ 67,131,250
- 1995 ~ 102,005,000
- 1996 ~ 83,163,750
- 1997 ~ 89,518,750

Портрет королеви Ренка-Броудлі
- 1998 ~ 76,965,000
- 1999 ~ 73,478,750
- 2000 ~ 136,428,750
- 2001 ~ 148,122,500
- 2002 ~ 93,360,999
- 2003 ~ 153,383,750
- 2004 ~ 120,212,500
- 2005 ~ 124,488,750
- 2006 ~ 114,800,000
- 2007 ~ 117,075,000
- 2008 ~ 11,900,000

Дизайн Дента
- 2008 ~ 115,022,000
- 2009 ~ 121,625,300
- 2010 ~ 91,700,500
- 2011 ~ 191,625,000
- 2012 ~ 69,650,030
- 2013 ~ 66,325,000
- 2014 ~ 173,775,000
- 2015 ~ 63,175,000 (4 тип портрету)
- 2015 ~ 131,250,000 (5 тип портрету)